# Giáo hoàng Bônifaciô IV
Bônifaciô IV (Tiếng Latinh: Bonifacius IV) là vị Giáo hoàng thứ 67 của Giáo hội công giáo. Ông là người kế nhiệm Giáo hoàng Boniface III và được giáo hội suy tôn là thánh sau khi qua đời. Niên giám tòa thánh năm 1806 cho rằng ông đắc cử Giáo hoàng vào năm 708 và cai trị giáo hội trong 6 năm 8 tháng 13 ngày.
Truyền thống cho rằng: Boniface IV được sinh tại Abruzzo, Ý vào khoảng năm 550. Là con trai của Johannes. Ông đã trở thành người kế vị của Giáo hoàng Boniface III sau một thời gian trống ngôi gần 9 tháng. Ông đắc cử vào ngày 25 tháng 8 (Duchesne) hoặc 15 tháng 9 (Jaffé) năm 608. Ông là tu sĩ Dòng Benedictine.
Gáo hoàng đã thánh hiến đền thờ ngoại giáo của Agrippa, còn gọi là đền Pantheon, để kính nhớ Đức Nữ Trinh và các thánh. Từ đó, ông đã lập ra lễ Các Thánh 1-11. Ông cũng ra chỉ thị nâng cao luân lý và vật chất cho hàng giáo sĩ cấp thấp.
Boniface IV qua đời vào ngày 8 hoặc 25 tháng 5 năm 615. Ngài được suy tôn như một vị thánh và được kính nhớ vào ngày 25 tháng 5. Trong thời gian cai trị của Boniface IV, Muhammad bắt đầu thuyết giáo tại Mecca, tạo nền tảng cho sự ra đời của một tôn giáo mới: Hồi giáo.